# Марго Фонтејн
Дама Маргарет Евелин де Аријас (енгл. Margaret Evelyn de Arias), рођена као Маргарет Евелин Хукам (енгл. Margaret Evelyn Hookham), а најпознатија по уметничком имену  Марго Фонтејн (енгл. Margot Fonteyn; Рајгејт, 18. мај 1919 — Панама, 21. фебруар 1991) била је енглеска примабалерина асолута и једна од најцењенијих балетских уметница свога доба (средина 20. века) у свету.

## Биографија
Рођена је као Маргарет Пеги Хукам. Отац јој је био Енглез. Баба по мајци је била Иркиња, а деда Бразилац и презивао се Фонтес. Касније ће, одмах на почетку каријере, одлучити да се публици представи као Марго (променом свог имена) Фонтејн (трансформацијом презимена мајчиног оца). По повратку породице у Енглеску, мајка њу и брата уписује на часове балета, како би поправили држање.
У Ројал балет бива примљена када јој је било 16 година, одмах по завршетку образовања, које је било најквалитетније могуће – предавале су јој Олга Преображенскаја и Матилда Кшесинскаја. Њена каријера трајала је веома дуго – последњи пут поклонила се публици у својим раним 70-им.

## Каријера
Већ у првим годинама каријере освојила је улоге Жизеле, Одете/Одилије, и можда најважнију у каријери – улогу принцезе Ауроре. Овом улогом ће након завршетка Другог светског рата отворити прву послератну сезону и прву сезону Ројал балета у Ковент Гардену, у коме се и данас налази.
У наредним деценијама одиграла је многе улоге, гостовала на готово свим светским позорницама. Партнери су јој били Роберт Хелпман, Мајкл Сомис, Рудолф Нурејев и други.

## Гостовање у Београду
Београдска публика видела је Марго Фонтејн раних педесетих, у улози Одете/Одилије у представи Лабудово језеро, у кореографској поставци Нине Кирсанове. Лабудово језеро је враћено на сцену на основу сећања кореографкиње и могућности младог послератног ансамбла, чија већина чланова није никада ни видела ову представу. Марго Фонтејн је током боравка у Београду радила са нашим уметницима на пречишћавању другог чина који је након њеног боравка игран у оригиналној кореографији Петипа/Иванов. Том приликом је избачен и лик Одилије-циганке, који у оригиналном либрету не постоји, a који је до тада игран у београдској представи.

## Приватни живот
Била је удата за композитора Ламберта, а потом за панамског дипломату др Роберта Аријаса, који је био повређен у атентату 60-их година и након тога до краја живота био непокретан.
У 35. години живота, дакле 1954. године, енглеска круна је одликује титулом Даме.